# Antara News
Antara News (indonesisch: Berita ANTARA) ist die offizielle Nachrichtenagentur der indonesischen Regierung. 
Gegründet wurde die Agentur von Adam Malik Soemanang, A. M. Sipahoetar und Pandoe Kartawagoena am 13. Dezember 1937, um den Kampf gegen die holländische Kolonialverwaltung zu unterstützen und später gegen die japanische Besatzung. Sie war die erste Nachrichtenagentur, die von der Unabhängigkeitserklärung vom 17. August 1945 berichtete. 
Im Jahr 1962 wurde Antara News offiziell nationale Nachrichtenagentur von Indonesien und per Erlass direkt Präsident Sukarno unterstellt. Nach dem Putsch von rechts Anfang Oktober 1965 wurde die Nachrichtenagentur dem regionalen Militärkommando der Hauptstadt Jakarta (Kodam Jaya) unterstellt und ein Drittel der Belegschaft entlassen.
Anlässlich ihres 70-jährigen Bestehens unterzeichnete ANTARA's CEO Ahmad Mukhlis Yusuf im Dezember 2007 eine Kooperationsvereinbarungen mit der türkischen Nachrichtenagentur Anadolu und Azertac aus Aserbaidschan sowie der Fluggesellschaft Merpati Nusantara Airlines. Der Hauptsitz ist in der indonesischen Hauptstadt Jakarta. Sie hat Außenstellen in allen Provinzen des Landes und beschäftigt etwa 200 Korrespondenten, die Nachrichten aus den Regionen des Landes auswerten. 
Die Nachrichtenagentur hat Auslandsbüros in New York, in der australischen Hauptstadt Canberra, in Kuala Lumpur, in Tokyo, in Brüssel, in Kairo und in der jemenitischen Hauptstadt Sana'a. Sie ist Mitglied bei mehreren Organisationen, wie ANEX, OANA und NANAP.
Es bestehen Partnerschaften mit anderen Nachrichtenagenturen:
- AAP, Australien
- Xinhua, China
- AFP, Frankreich
- DPA, Deutschland
- Kyodo News, Japan
- Reuters, Vereinigtes Königreich
- Bernama, Malaysia

Nach eigenen Angaben werden täglich mindestens 250 Nachrichten von den eigenen Mitarbeitern verarbeitet und 3000 von Partnern geliefert.